# DA・DI・DA
『DA・DI・DA』（ダ・ディ・ダ）は、松任谷由実（ユーミン）の17枚目のオリジナルアルバム。1985年11月30日に東芝EMIからリリースされた（LP：ETP-90365、CT：ZH28-1600）。1985年11月11日～1986年4月26日、『YUMING VISUALIVE DA・DI・DA』コンサートツアーが行われた。1985年12月5日に初CD化（CA32-1196）。1999年2月24日にLPのブックレットを復刻し、バーニー・グランドマンによるデジタルリマスタリングで音質を大幅に向上したリマスタリングCD（TOCT-10650）とLP（TOJT-10650）をリリース。

## 解説
- 1986年の第28回日本レコード大賞優秀アルバム賞を受賞。
- タイトルの「DA・DI・DA」は、口からなんとなく出てきたフレーズで特に意味はない。
- キャッチコピーは、「私はダ・ディ・ダ」
- ジャケットデザインは信藤三雄と岐部哲也。
- 本作発売にあたり「もう愛は始まらない」が非売品サンプル7インチシングル盤でシングル・カットされた（B面は「青春のリグレット」、規格品番：PRT-1157）。

## 収録曲

### CD
| 全作詞・作曲: 松任谷由実、全編曲: 松任谷正隆。 |                                                           |            |            |      |
| #                                              | タイトル                                                  | 作詞       | 作曲・編曲 | 時間 |
| 1.                                             | 「もう愛は始まらない -No Love Between Us-」               | 松任谷由実 | 松任谷由実 | 4:46 |
| 2.                                             | 「2人のストリート -The Street For Two-」                  | 松任谷由実 | 松任谷由実 | 4:47 |
| 3.                                             | 「BABYLON」                                               | 松任谷由実 | 松任谷由実 | 4:20 |
| 4.                                             | 「SUGAR TOWNはさよならの町 -Sayonara Sugar Town-」        | 松任谷由実 | 松任谷由実 | 5:35 |
| 5.                                             | 「メトロポリスの片隅で -In This Corner of a Metropolis-」 | 松任谷由実 | 松任谷由実 | 4:14 |
| 6.                                             | 「月夜のロケット花火 -Rocket Fireworks Under the Moon-」  | 松任谷由実 | 松任谷由実 | 4:48 |
| 7.                                             | 「シンデレラ・エクスプレス -Cinderella Express-」         | 松任谷由実 | 松任谷由実 | 3:48 |
| 8.                                             | 「青春のリグレット -Regret From My Youth-」               | 松任谷由実 | 松任谷由実 | 3:54 |
| 9.                                             | 「たとえあなたが去って行っても -Even If You Left Me-」    | 松任谷由実 | 松任谷由実 | 3:47 |

### 楽曲解説
1. もう愛は始まらない
恋人との別れを固く決意する歌。曲中にアルバムタイトルである「DA・DI・DA」が繰り返し出てくる。
2018年の自薦ベスト『ユーミンからの、恋のうた。』に収録された。
2. 2人のストリート
道路のど真ん中に車を放置したまま喧嘩する仲の良いカップルを描いたナンバー。
3. BABYLON
大都会の朝焼けを、バビロンの空中庭園に例えたナンバー。
4. SUGAR TOWNはさよならの町
大雪の朝の別れを歌っている。未練の言葉をかけるも、恋人が自分の元を去ってしまうストーリー。
5. メトロポリスの片隅で
21枚目のシングル。1985年資生堂「フェアネス」CMソング。1988年TBS系『意外とシングルガール』主題歌。1991年にTBS系『ルージュの伝言』でドラマ化された（第12話、主演・七瀬なつみ）。
6. 月夜のロケット花火
TBS系『ルージュの伝言』でドラマ化された（第11話、主演・桜井幸子）。
7. シンデレラ・エクスプレス
遠距離恋愛をテーマにした作品。TBS系「日立テレビシティ」のドキュメンタリー番組『シンデレラ・エクスプレス-48時間の恋人たち-』の主題歌として制作。1986年毎日放送制作・TBS系「東芝日曜劇場」の『週末物語 シンデレラ・エクスプレス』主題歌。1987年JR東海・東海道新幹線「シンデレラ・エクスプレス」イメージソング。CM放映に伴い車内放送用チャイムも作られた。
8. 青春のリグレット
1984年麗美への提供曲。ユーミンが歌う場合はテンポが少し上がっている。1995年映画『キャンプで逢いましょう』劇中歌。1998年中部日本放送制作・TBS系『人・旅わくわく』エンディングテーマ。2013年にはAcid Black Cherry（シングル『黒猫 〜Adult Black Cat〜』のカップリング）が、2020年にはトーキョーベートーヴェン feat.モトーラ世理奈（テレビドラマ『東京デザインが生まれる日』主題歌）がカバー。2024年には、NHK総合・夜ドラ枠『ユーミンストーリーズ』でドラマ化された。(第1週、主演・夏帆)
9. たとえあなたが去って行っても 
恋人と別れてでも自分の信じる道を進む女性の歌。

## 参加ミュージシャン
- ベース：高水健司
- ドラム：林立夫、Mike Baird
- ギター：松原正樹
- キーボード：松任谷正隆
- パーカッション：斎藤ノブ、浜口茂外也
- サックス：Jake H. Conception、Ernest J. Watts
- シンセサイザープログラミング：浦田恵司、Chuck Wild
- コーラス：松任谷由実、桐ヶ谷仁、桐ヶ谷"Bobby"俊博、白鳥英美子、ハイ・ファイ・セット、つのだひろ、Mark I、Marvin Walker、Marvin Baker、Cindy